# The Chronicles of Narnia (série de filmes)
The Chronicles of Narnia (As Crônicas de Nárnia) é uma série de filmes de fantasia produzida pelo Walden Media e distribuída pela Disney e Fox. É baseada nos livros da série de mesmo nome escrita pelo irlandês C.S. Lewis.
O primeiro filme The Chronicles of Narnia: The Lion, the Witch and the Wardrobe foi lançado em 9 de dezembro de 2005 e o segundo The Chronicles of Narnia: Prince Caspian foi lançado em 30 de maio de 2008, ambos distribuídos pela Disney. O terceiro filme da série The Chronicles of Narnia: The Voyage of the Dawn Treader foi lançado em 10 de dezembro de 2010 e distribuído pela Fox.
Durante sua vida, C. S. Lewis, o autor da série de livros, reprovou qualquer adaptação de suas obras por acreditar que o cinema era incapaz de reproduzir seu mundo de fantasia de maneira convincente. Porém o atual detentor dos direitos sobre os livros, o filho adotivo de C. S. Lewis, Douglas Gresham, autorizou a adaptação após uma demonstração do que a computação gráfica atual é capaz.

## Lista de filmes
A lista de filmes a seguir refere-se apenas aos filmes lançados a partir de 2000.
| Título                               | Data de lançamento (EUA) | Data de lançamento (BR) | Diretor        | Distribuidora        | Duração  | Arrecadação mundial | Orçamento        |
| ------------------------------------ | ------------------------ | ----------------------- | -------------- | -------------------- | -------- | ------------------- | ---------------- |
| The Lion, the Witch and the Wardrobe | 9 de dezembro, 2005      | 9 de dezembro, 2005     | Andrew Adamson | Walt Disney Pictures | 143 min. | US$ 745.011.272,00  | US$ 180.000.000  |
| Prince Caspian                       | 16 de maio, 2008         | 30 de maio, 2008        | Andrew Adamson | Walt Disney Pictures | 150 min. | US$ 419.651.413,00  | US$ 225 .700.000 |
| The Voyage of the Dawn Treader       | 10 de dezembro, 2010     | 10 de dezembro, 2010    | Michael Apted  | 20th Century Fox     | 113 min. | US$ 415.729.836,00  | US$ 140.900.000  |

## Filmes

### The Lion, the Witch and the Wardrobe(2005)
The Lion, the Witch and the Wardrobe foi o primeiro filme baseado no livro O Leão, a Feiticeira e o Guarda-Roupa. Foi dirigido por Andrew Adamson e filmado principalmente na Nova Zelândia. Sua arrecadação ficou por volta de 750 milhões de dólares o que o coloca entre os 40 filmes mais lucrativos da história. No Oscar 2006 foi indicado na categoria efeitos especiais e ganhou na categoria de melhor maquiagem.
O filme conta a história dos irmãos Pevensie que fugindo do bombardeio nazista a Londres acabam por encontrar uma passagem para Nárnia em um guarda-roupa na casa de um professor.

### Prince Caspian(2008)
Prince Caspian foi o segundo filme baseado no livro Príncipe Caspian. Foi dirigido por Andrew Adamson que retornou depois de seu trabalho no primeiro filme. Também filmado na Nova Zelândia e traz de volta todo o elenco do primeiro filme.
Este filme conta a história da volta dos irmãos Pevensie até Nárnia invocados pela trompa mágica de Susana tocada pelo príncipe Caspian durante os perigos que enfrenta ao ter seu direito ao trono ameaçado.
Depois do sucesso do primeiro filme, o segundo conseguiu obter um orçamento mais elevado (225 milhões de dólares) mas arrecadou apenas 141 milhões nos Estados Unidos e 278 milhões ao redor do mundo, totalizando pouco menos de 420 milhões de dólares arrecadados. O resultado foi considerado um fracasso levando a Disney a abandonar a série e seu futuro estar incerto. Até que a Fox decidiu distribuir o terceiro filme.

### The Voyage of the Dawn Treader(2010)
The Voyage of the Dawn Treader foi o terceiro filme baseado no livro A Viagem do Peregrino da Alvorada. A direção ficou a cargo de Michael Apted.
Ben Barnes foi escalado para retornar no papel de Caspian X por ter assinado um contrato para atuar em três filmes da série. Georgie Henley e Skandar Keynes também retornam para os papéis de Lúcia e Edmundo.
O filme conta a história da volta de Lúcia e Edmundo para Nárnia, acompanhados agora do seu primo Eustáquio Mísero (interpretado por Will Poulter) a bordo do navio Peregrino da Alvorada, no qual Caspian, agora rei de Nárnia, navega em busca dos sete fidalgos.
Este filme não foi produzido pela Walt Disney, que desistiu do projeto descontente com o faturamento de Príncipe Caspian. Um mês depois da desistência da Disney, foi anunciado que a 20th Century Fox assumiu o financiamento do terceiro filme da franquia em parceria com a Walden Media. A Fox pertencia na época a News Corp, proprietária também da HarperCollins, que publica em inglês a versão em livros da série.

### The Silver Chair(TBA)
Embora havia um interesse de produzir os filmes na mesma ordem de publicação original da série, a 20th Century Fox, a Walden Media e os herdeiros de C.S. Lewis escolheram produzir The Magician's Nephew (O Sobrinho do Mago no Brasil ou O Sobrinho do Mágico em Portugal), que é o sexto volume na ordem de publicação, mas o primeiro livro da série na ordem cronológica. Segundo Michael Flaherty, a Walden Media estaria em negociação com a 20th Century Fox e os herdeiros de C.S. Lewis acerca da produção deste filme. A escolha estava entre A Cadeira de Prata (que conta as aventuras de Eustáquio Mísero e sua colega de escola, Jill Pole, em Nárnia, a procura do filho perdido do Rei Caspian X) e O Sobrinho do Mago (que trata da criação de Nárnia). A escolha de produzir The Magician's Nephew foi confirmada pela Walden Media em março de 2011, mas foi salientado que o filme ainda não estava em desenvolvimento.
Em outubro de 2011, Douglas Gresham contou que o contrato entre a Walden Media e a propriedade de C.S. Lewis havia terminado e, com isso, a Walden Media não teria mais direitos aquisitivos exclusivos para qualquer mais filmes de Nárnia. Por isso, a produção de um próximo filme ficaria incerto por um tempo indeterminado.
Foi inicialmente previsto que 2014 seria o mais cedo que a produção de um próximo filme de Nárnia poderia começar, de acordo com a moratória colocada no direito de propriedade de C.S. Lewis de vender os filmes do livros.  No entanto, em maio de 2012, Gresham confirmou que, tecnicamente, qualquer estúdio ainda tem a opção de fazer um filme de Nárnia durante a moratória, mas sem o envolvimento da Walden Media não pode ser lançado pelo menos até 2017 (o ano final real da moratória). Gresham também deu a entender que o lapso da Walden Media em renegociar seu contrato com a propriedade de C.S. Lewis foi devido a conflitos internos entre as duas empresas sobre a direção de filmes futuros. Ao contrário do plano inicial da Walden Media, Gresham afirmou que tem planos para The Silver Chair ser o próximo filme a ser feito, sugerindo que os filmes futuros poderão ser feitos de forma independente.
Em 1 de outubro de 2013, a C.S. Lewis Company anunciou que entrou em acordo com a The Mark Gordon Company para, juntos, desenvolverem e produzirem The Chronicles of Narnia: The Silver Chair (As Crônicas de Nárnia: A Cadeira de Prata no Brasil ou As Crónicas de Nárnia: O Trono de Prata em Portugal), seguindo então a ordem de publicação da série e não mais produzindo The Magician's Nephew.
Mark Gordon e Douglas Gresham, junto com Vincent Sieber, diretor da C.S. Lewis Company de Los Angeles, vão servir como os produtores e irão trabalhar com a The Mark Gordon Company para desenvolverem o script. Em 5 de dezembro de 2013, foi confirmado que David Magee vai escrever o roteiro.
Em julho de 2014, o website oficial de Nárnia permitiu aos fãs darem um nome para a Feiticeira Verde, a antagonista principal do filme, já que o nome inglês (The Lady of the Green Kirtle) dificultaria os diálogos no filme. O nome vencedor vai ser usado por Mark Gordon e David Magee no roteiro final de A Cadeira de Prata.
Enquanto os produtores do filme tem chamado o filme de um reboot da série, na verdade estão se referindo ao fato de que o filme tem uma nova equipe criativa não associada com aquela que trabalhou nos três filmes anteriores. O filme em si ainda é considerado como sequência à adaptação cinematográfica de A Viagem do Peregrino da Alvorada.

## Livros
Estão faltando 3 histórias, a 1ª, "O Sobrinha do Mago", a 3ª, "O Cavalo e seu Menino", e a 7ª e também última, "A Batalha Final".

## Elenco e personagens
| Personagem                 | Filme                                       | Filme                 | Filme                                 |
| Personagem                 | The Lion, the Witch and the Wardrobe (2005) | Prince Caspian (2008) | The Voyage of the Dawn Treader (2010) |
| -------------------------- | ------------------------------------------- | --------------------- | ------------------------------------- |
| Lúcia Pevensie             | Georgie Henley Rachel Henley                | Georgie Henley        | Georgie Henley                        |
| Edmundo Pevensie           | Skandar Keynes Mark Wells                   | Skandar Keynes        | Skandar Keynes                        |
| Pedro Pevensie             | William Moseley Noah Huntley                | William Moseley       | William Moseley                       |
| Susana Pevensie            | Anna Popplewell Sophie Winkleman            | Anna Popplewell       | Anna Popplewell                       |
| Aslam                      | Liam Neeson                                 | Liam Neeson           | Liam Neeson                           |
| Jadis, a Feiticeira Branca | Tilda Swinton                               | Tilda Swinton         | Tilda Swinton                         |
| Sr. Tumnus                 | James McAvoy                                |                       |                                       |
| Sr. Castor                 | Ray Winstone (voz)                          |                       |                                       |
| Sra. Castor                | Dawn French (voz)                           |                       |                                       |
| Pai Natal                  | James Cosmo                                 |                       |                                       |
| Rei Caspian X              |                                             | Ben Barnes            | Ben Barnes                            |

## Recepção

### Recepção crítica
| Filme                                | Rotten Tomatoes       | Metacritic           |
| ------------------------------------ | --------------------- | -------------------- |
| The Lion, the Witch and the Wardrobe | 76% (211 comentários) | 75% (39 comentários) |
| Prince Caspian                       | 67% (188 comentários) | 62% (34 comentários) |
| The Voyage of the Dawn Treader       | 61% (160 comentários) | 53% (33 comentários) |